# Віскі-Крік (Флорида)
Віскі-Крік (англ. Whiskey Creek) — переписна місцевість (CDP) в США, в окрузі Лі штату Флорида. Населення — 4842 особи (2020).

## Географія
Віскі-Крік розташоване за координатами 26°34′21″ пн. ш. 81°53′26″ зх. д. / 26.57250° пн. ш. 81.89056° зх. д. (26.572483, -81.890588).  За даними Бюро перепису населення США в 2010 році переписна місцевість мала площу 4,19 км², з яких 4,00 км² — суходіл та 0,19 км² — водойми.

## Демографія
Згідно з переписом 2010 року, у переписній місцевості мешкало 4655 осіб у 2228 домогосподарствах у складі 1359 родин. Густота населення становила 1110 осіб/км².  Було 2670 помешкань (637/км²).
Расовий склад населення:
| - 94,8 % — білих - 1,6 % — чорних або афроамериканців - 1,4 % — азіатів - 0,3 % — корінних американців - 1,0 % — осіб інших рас |

До двох чи більше рас належало 0,9 %. Частка іспаномовних становила 5,2 % від усіх жителів.
За віковим діапазоном населення розподілялося таким чином: 15,1 % — особи молодші 18 років, 54,7 % — особи у віці 18—64 років, 30,2 % — особи у віці 65 років та старші. Медіана віку мешканця становила 52,5 року. На 100 осіб жіночої статі у переписній місцевості припадало 85,9 чоловіків;  на 100 жінок у віці від 18 років та старших — 82,7 чоловіків також старших 18 років.
Середній дохід на одне домашнє господарство  становив 88 477 доларів США (медіана — 74 350), а середній дохід на одну сім'ю — 101 725 доларів (медіана — 92 135). Медіана доходів становила 62 895 доларів для чоловіків та 49 595 доларів для жінок. За межею бідності перебувало 4,5 % осіб, у тому числі 4,4 % дітей у віці до 18 років та 3,2 % осіб у віці 65 років та старших.
Цивільне працевлаштоване населення становило 2507 осіб. Основні галузі зайнятості: освіта, охорона здоров'я та соціальна допомога — 29,6 %, науковці, спеціалісти, менеджери — 19,9 %, роздрібна торгівля — 14,4 %.